# Camille Galliard-Minier
Pour les articles homonymes, voir Galliard et Minier.
Camille Minier, née Galliard le 26 mai 1975 à La Tronche (Isère), est une avocate (à sa demande, elle est omise du barreau en 2017) et femme politique française. Membre de La République en marche (LREM), elle est députée de la première circonscription de l'Isère de 2020 à 2022, puis élue lors d’une législative partielle le 19 janvier 2025, à la suite de la démission d’Hugo Prévost.

## Biographie
Camille Galliard-Minier grandit dans une famille engagée dans la politique locale : sa mère est élue dans la ville de La Tronche et son grand-père, Louis Galliard, est maire de cette même commune de 1971 à 1985.
En 2003, Camille Galliard-Minier soutient une thèse de doctorat en droit sous la direction de Pierre Murat. Elle devient ensuite avocate inscrite au barreau de Grenoble jusqu'en 2017, plaidant notamment au début des années 2010 pour la famille de la victime dans l'affaire Manuela Gonzalez, surnommée la « veuve noire de l'Isère »,.
Se définissant comme de centre gauche, elle est membre de La République en marche. Aux élections législatives de 2017, elle est élue suppléante d'Olivier Véran dans la première circonscription de l'Isère. Elle devient députée en mars 2020, à la suite de la nomination de ce dernier au gouvernement. Elle quitte l'Assemblée nationale à la suite des élections législatives de 2022.
En 2022, elle crée le fonds de dotation Sesame financé par 50 entreprises, permettant ainsi à leurs salariés d'accompagner les actions de 70 associations du territoire en faveur des personnes les plus vulnérables.
Candidate aux élections législatives partielles dans son ancienne circonscription en 2025, elle affronte Lyes Louffok au second tour, et est élue avec 64,28 % des voix. Alim Latrèche est son suppléant.